# NGC 2737
NGC 2737 ist eine linsenförmige Galaxie vom Hubble-Typ SB0-a im Sternbild Krebs auf der Ekliptik. Sie ist schätzungsweise 138 Millionen Lichtjahre von der Milchstraße entfernt.
Das Objekt wurde am 23. Februar 1862 von Heinrich d’Arrest entdeckt.